# Исаков, Иван Иванович
Иван Иванович Исаков (10 мая 1923, Дорогобужский уезд, Смоленская губерния — 29 января 1991, Москва) — командир взвода управления артиллерийской батареи 197-го гвардейского артиллерийского полка 92-й гвардейской стрелковой дивизии 37-й армии Степного фронта, гвардии старший сержант.

## Биография
Родился 10 мая 1923 года в селе Андреевское в семье крестьянина. Русский. Окончил 8 классов. В 1938 году переехал в Москву. Учился в аэроклубе в Москве.
В Красной армии с 1939 года. Учился в школе военных пилотов, в Омском авиационном училище. В 1942 году весь курс был переведён в Сумское артиллерийское училище, эвакуированное в город Ачинск Красноярского края.
На фронте с июля 1942 года. В должности командира взвода управления артиллерийской батареи стрелковой бригады Исаков участвовал в боях под Сталинградом. Член ВКП(б) с 1943 года.
5 июля 1943 года у деревни Игуменка Корочанского района Белгородской области Исаков участвовал в отражении фашистского массированного танкового наступления в направлении станции Прохоровка и города Курск. Наблюдая в стереотрубу, он корректировал огонь своей батареи. Были подавлены миномётные точки, подбито несколько танков. Увидев отходящую пехоту, Исаков личным примером повёл её снова в окопы. При смене места наблюдательного пункта Исаков сумел на неисправном тракторе перетащить два 85-миллиметровых орудия.
Непрерывные бои на этом участке фронта вылились в танковое сражение под Прохоровкой. 12 июля 1943 года Исаков участвовал в отражении неоднократных попыток гитлеровской мотопехоты из редкого леса на краю Прохоровского поля прорваться через боевые порядки его артиллерийской батареи вглубь нашей обороны.
В конце сентября 1943 года, преследуя отходящего врага, дивизия, в которой служил Исаков, вышла к Днепру.
В ночь на 30 сентября 1943 года вместе с первым эшелоном пехоты Исаков с группой разведчиков переправился на западный берег Днепра в районе села Келеберда Кременчугского района Полтавской области. Завязались бои за плацдарм. Вскоре у противника была отбита высота, на которой группа Исакова оборудовала наблюдательный пункт. Ночью Исаков с тремя разведчиками скрытно проникли на фашистскую территорию и взяли «языка». От него узнали расположение вражеских артиллерийских и миномётных батарей, дислокацию 2-х рот танков и 2-х батальонов пехоты. Сведения были переданы в батарею. На рассвете, когда противник готовился к атаке на плацдарм, 12 орудий в течение получаса били по местам его сосредоточения. Врагу потребовалось 4 часа, чтобы «отойти» от артиллерийского налёта. За это время на плацдарм переправились новые силы.
Через 4 дня Исаков вторично форсировал Днепр в районе села Мишурин Рог Верхнеднепровского района Днепропетровской области. 15 октября 1943 года Исаков дал точные разведывательные данные о силах противника в районе хуторов Зелёный, Коммуна Воля, Анновка, где сосредоточилось 22 немецких танка, 14 бронемашины, 2 батареи и полк пехоты противника. Полученные данные сорвали планы противника на контратаку.
Указом Президиума Верховного Совета СССР от 22 февраля 1944 года за образцовое выполнение боевых заданий командования на фронте борьбы с немецкими захватчиками и проявленные при этом отвагу и геройство Ивану Ивановичу Исакову было присвоено звание Героя Советского Союза с вручением ордена Ленина и медали «Золотая Звезда» (№ 9134).
После битвы за Днепр Исаков участвовал в боях на территории УССР, Польши, освобождении городов Варшава, Лодзь, Познань.
С 1946 года гвардии лейтенант И. И. Исаков в запасе. Жил в Москве. В 1955 году окончил юридический институт. Работал в органах прокуратуры, в Высшей партшколе, во Всероссийском обществе «Знание». Был сотрудником Всесоюзного НИИ документирования и архивного дела.
Умер 29 ноября 1991 года. Похоронен в Москве на Домодедовском кладбище.

## Награды
- орден Отечественной войны 1-й степени;
- орден Красной Звезды;
- Заслуженный юрист РСФСР;
- Почётный гражданин Кривого Рога (23.01.1984)[2];
- Почётный гражданин Дорогобужа;
- Почётный гражданин Короча;
- медали.